# Złoty set (tenis)
Złoty set – w tenisie ziemnym jest to określenie seta wygranego bez straty punktu, czyli zdobycie w jednym secie wszystkich 24 punktów. W profesjonalnym tenisie taka sytuacja ma miejsce niezmiernie rzadko. 22 lutego 1983 Amerykanin Bill Scanlon pokonał w pierwszej rundzie turnieju w Delray Beach Brazylijczyka Marcosa Hocevara 6:2, 6:0, nie tracąc w drugiej partii żadnego punktu. Złoty set miał miejsce także 30 czerwca 2012 w pojedynku Jarosławy Szwiedowej i Sary Errani w trzeciej rundzie Wimbledonu, kiedy kazachska tenisistka pokonała Włoszkę 6:0, 6:4.